# Lacedo
Lacedo is een geslacht van vogels uit de familie van de ijsvogels (Alcedinidae). De naam is een anagram van 'Alcedo'.

## Soorten
Het geslacht omvat de volgende soort:
- Lacedo pulchella – Zebra-ijsvogel